# Mark Matthews Lifetime Achievement Award
Der Mark Matthews Lifetime Achievement Award ist eine Auszeichnung, die der amerikanische Tischtennisverband an Personen vergibt, die sich ein Leben lang für den Tischtennissport in Amerika in hervorragender Weise verdient gemacht haben (siehe Lifetime Achievement Award). Er wird einmal jährlich vom Komitee der amerikanischen Hall of Fame für Tischtennis (USATT Hall of Fame Committee) vergeben.
Ins Leben gerufen wurde diese Auszeichnung am 16. Dezember 1999. Sie ist benannt nach Mark Matthews alias Marcus Schussheim (* 4. August 1912; † 2014), der in den 1920er und 1930er Jahren zu den führenden amerikanischen Tischtennisspielern zählte.
| Jahr | Geehrte Person                         |
| ---- | -------------------------------------- |
| 1999 | Bobby Gusikoff                         |
| 2000 | Sol Schiff                             |
| 2001 | Jimmy McClure                          |
| 2002 | Dick Miles                             |
| 2003 | Marty Reisman                          |
| 2004 | J. Rufford Harrison                    |
| 2005 | Leah Neuberger und Thelma Thall-Sommer |
| 2006 | Tim Boggan                             |
| 2007 | George Braithwaite                     |
| 2008 | Danny Seemiller                        |
| 2009 | Houshang Bozorgzadeh                   |
| 2010 | Fred Danner                            |
| 2011 | Mal Anderson                           |
| 2012 | Dick Evans                             |
| 2013 | Yvonne Kronlage                        |
| 2014 | Donna Sakai                            |
| 2015 | Si Wasserman                           |
| 2017 | Dell Sweeris                           |
| 2018 | Larry Hodges                           |
| 2019 | Richard Hicks                          |
| 2021 | David Sakai                            |
| 2024 | Patty Martinez-Wasserman               |